# 萧怀枢
萧怀枢（1941年3月—），又称肖怀枢，浙江苍南人，中国人民解放军将领、中国人民解放军中将。 

## 生平
1985年8月，担任中国人民解放军陆军第十三集团军副政治委员。1988年6月至1993年2月，担任中国人民解放军陆军第十三集团军政治委员。1993年2月至1994年12月，担任中国人民解放军陆军第十四集团军政治委员。1994年12月至1997年9月，担任兰州军区政治部主任。1996年，授予中国人民解放军中将。1998年8月至2001年7月，担任中国人民解放军兰州军区副政委。2003年3月，因贪污腐败，被判处有期徒刑14年。